# Juan del Encina
Juan de Fermoselle, detto Juan del Encina (Encinas, Salamanca, 12 luglio 1468 – León, 1529), è stato un poeta, drammaturgo e compositore spagnolo.

## Biografia
Dopo aver studiato all'università di Salamanca, con Nebrija, nel 1492 entrò al servizio del secondo duca d'Alba Don Federico di Toledo, alla corte del quale ebbe l'incarico di organizzare feste e di scrivere commedie e musica.
Non riuscendo ad ottenere un posto di cantore a Salamanca, si trasferì a Roma, dove fu nominato cantore da papa Leone X. Fece numerosi viaggi tra Roma e la Spagna; verso il 1518 prese gli ordini religiosi e nel 1519 partì per un pellegrinaggio a Gerusalemme, nel 1523 fu infine nominato priore della cattedrale di León. Morì nel dicembre del 1529. Viene considerato tra gli iniziatori del teatro ispanico.

## Opere
Il suo Canzoniere (Cancionero, 1496, poi ampliato in successive edizioni) comprende un trattatello sull'Arte della poesia castigliana (Arte de la poesía castellana), liriche, burlesche e poemi allegorici.
Encina è famoso soprattutto per la sua produzione teatrale, che comprende nel primo periodo rappresentazioni sacre e profane, fra cui le 3 egloghe della natività, le 2 egloghe di carnevale, l'Aucto del Repelón, intrise di elementi popolareschi. È considerato il padre del teatro spagnolo, per il suo lirismo e per il suo linguaggio infarcito di arcaismi ed elementi dialettali.
Posteriori le tre egloghe composte per la corte pontificia fra il 1507 e il 1509: l'Egloga di Fileno, Zambardo e Cardonio (Égloga de Fileno, Zabardo y Cardonio), l'Egloga di Placida e Vittoriano (Égloga de Plácida y Victoriano) e l'Egloga di Cristino e Febea (Égloga de Cristino y Febea).